# Autostrada D3 (Słowacja)

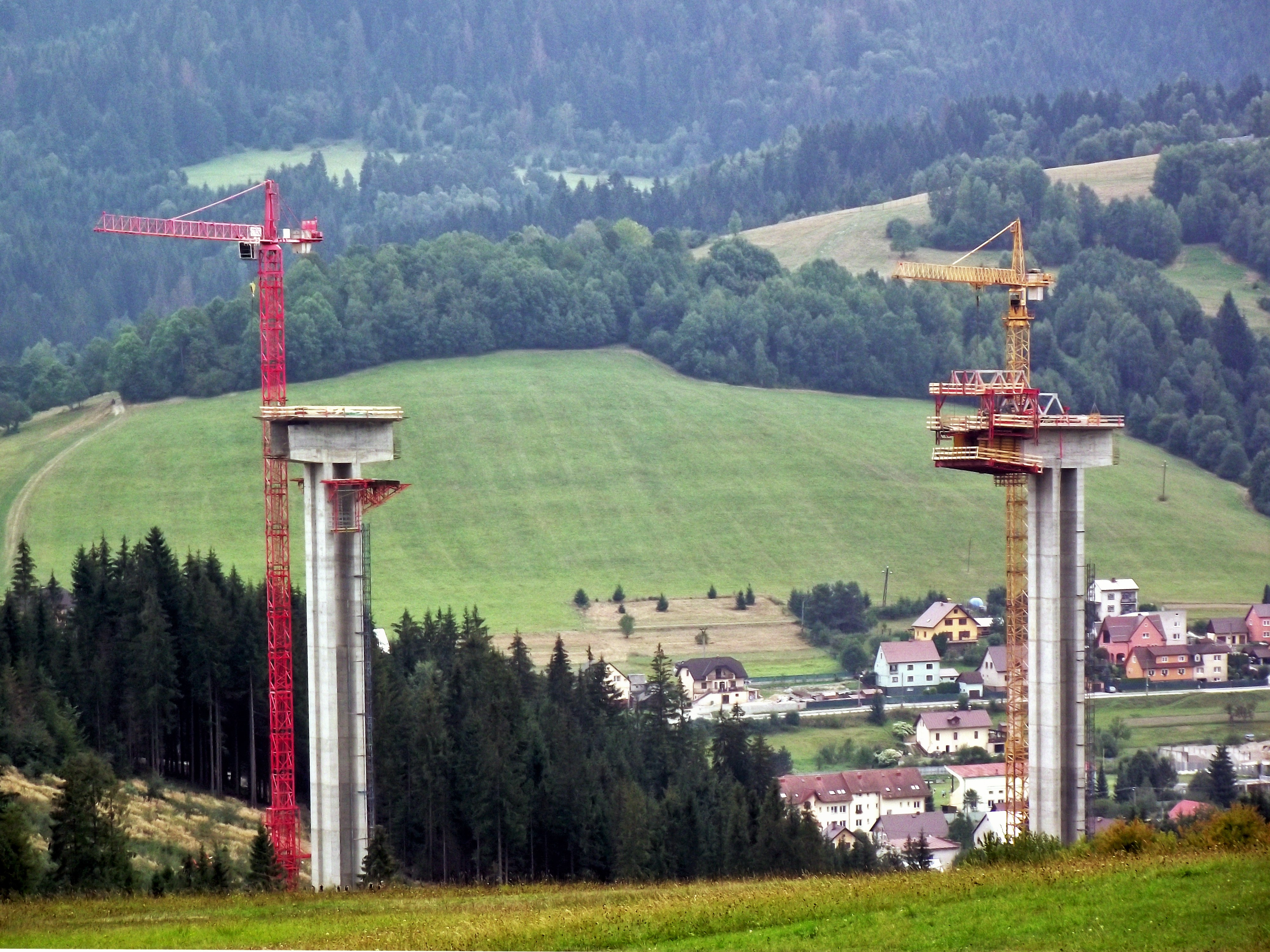
Budowa estakady Valy w Czernym, wrzesień 2015

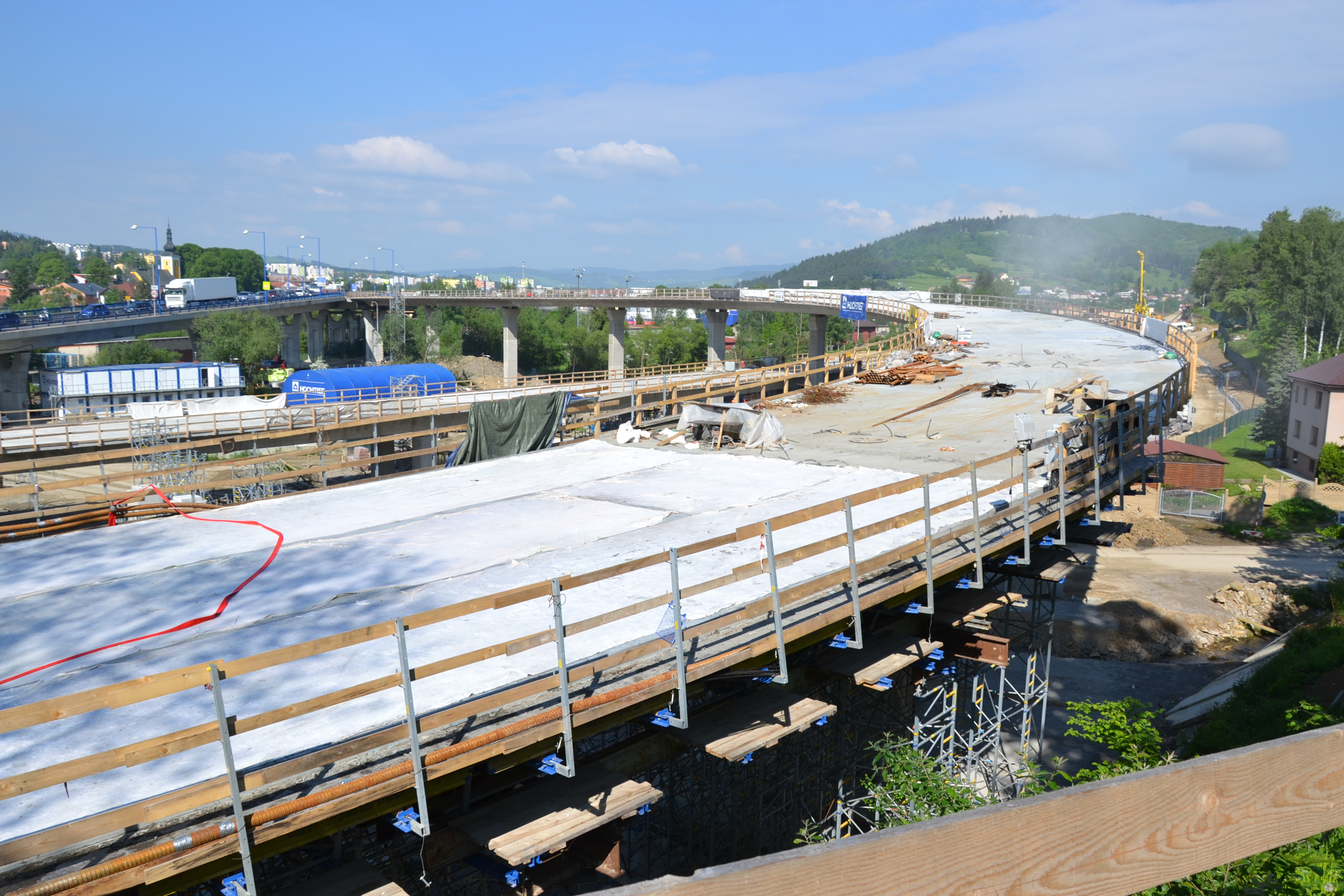
Budowa zjazdu/wjazdu na autostradę D3 w centrum Czadcy (czerwiec 2019)

Autostrada D3, autostrada kysucka (słow. diaľnica D3, Kysucká diaľnica) – autostrada znajdująca się w północnej części Słowacji.

## Przebieg
Autostrada zaczyna się w węźle z autostradą D1 – Hričovské Podhradie (na południowy zachód od Żyliny). Następnie przebiegnie na północ doliną Kysucy przez Żylinę, Kysucké Nové Mesto i Čadcę do połączenia z polską drogą ekspresową S1 na granicy polsko-słowackiej w Zwardoniu.
Autostrada D3 ma odciążyć biegnące tamtędy dotychczas w kierunku Polski (zlikwidowane przejście graniczne Skalité-Zwardoń/Myto) drogę krajową nr 11 (Świerczynowiec – Żylina) i nr 12 (Zwardoń – Świerczynowiec), a także przejmie część ruchu tranzytowego szybkiego i ciężkiego, jeżdżącego dotąd przez Cieszyn i Świerczynowiec.  

## Odcinki
Planowana długość autostrady D3 ma wynieść 59,1 km.
| Odcinek                             | Długość | Lata budowy  | Przewidywane otwarcie |
| ----------------------------------- | ------- | ------------ | --------------------- |
| Hričovské Podhradie – Žilina Brodno | 11,2 km | 2005–2017    |                       |
| Oščadnica – Čadca Bukov             | 4,8 km  | 1996–2004    |                       |
| Čadca Bukov – Svrčinovec            | 5,7 km  | 2016–12/2020 |                       |
| Svrčinovec – Skalité. granica SK/PL | 15,4 km | 1997–2017    |                       |

Na odcinku Świerczynowiec – Skalite oraz Oszczadnica – Czadca droga jest jednojezdniowa. Realizacja drugiej jezdni planowana jest po 2030 roku.